# New Zealand Institute for Plant and Food Research
Das New Zealand Institute for Plant & Food Research Limited (Plant & Food Research) ist eines von acht neuseeländischen Crown Research Institutes.
Das Institut in seiner jetzigen Form wurde erst im Dezember 2008 gegründet und ging aus der Fusion der beiden Crown Research Institutes Crop & Food Research Limited (Crop & Food Research) und The Horticulture and Food Research Institute of New Zealand Limited (HortResearch) hervor.
Zielsetzung des neuen Instituts ist es, Forschung im Bereich Kultivierung von Pflanzen zur Nahrungsmittelerzeugung und im Bereich Erzeugung von Lebensmittel zu betreiben. Das Institut ist nicht nur in Neuseeland tätig, sondern betreibt auch Forschungsstätten in Australien und den Vereinigten Staaten (USA).
Wie bei allen staatlichen Institutionen und Firmen in Staatsbesitz hat auch Plant & Food Research einen maorischsprachigen Namen. Rangahau Ahumāra Kai bedeutet im Einzelnen übersetzt: Rangahau = Forschung, Ahumāra = Gartenbau, Kai = Nahrungsmittel.

## Sitz
Der Sitz ist in Auckland. Neben den beiden Forschungsinstituten in Übersee werden landesweit 15 weitere Forschungsstätten an unterschiedlichen Orten betrieben.

## Geschichte
In den 1980ern begann die neuseeländische Regierung den Bereich Forschung und Wissenschaft neu zu strukturieren. 1989 wurde dafür das Ministry of Research, Science and Technology (Ministerium für Forschung, Wissenschaft und Technologie) mit dem Ziel geschaffen, die Regierung zu beraten, Entscheidungsprozesse vorzubereiten, Mittelvergaben zu priorisieren und die Erfolgskontrolle einzuführen. Doch damit nicht genug. Man wollte für die verschiedensten Aufgabenbereiche unterschiedliche Institute schaffen, die unter Regierungsaufsicht eigenständig und eigenverantwortlich wirtschaften sollten und die dann unter diesen Bedingungen mit eigenen Regeln und Richtlinien erfolgsbezogen öffentliche und privatwirtschaftliche Aufträge erledigen würden.
Mit dem Crown Research Institutes Act 1992 wurden zu diesem Zweck zunächst zehn Crown Research Institutes gegründet, von denen heute acht Institute noch existieren. Plant & Food Research ist eines davon.
Mit dem Companies Act 1993 wurden alle Institute zu Gesellschaften mit beschränkter Haftung (Limited) umgewandelt.
Plant & Food Research ist, wie alle anderen Crown Research Institutes auch, der Crown Company Unit (kontrollierende und beratende Abteilung) des Finanzministeriums und dem verantwortlichen Minister für Forschung, Wissenschaft und Technologie unterstellt. Beide verantwortlichen Minister werden auch immer jeweils als Shareholder der acht Crown Research Institutes registriert.